# Cortes (Monção)
Cortes é uma povoação portuguesa do Município de Monção que foi sede da extinta Freguesia de Cortes, freguesia que tinha 4,74 km² de área e 1 518 habitantes (2011), e, por isso, uma densidade populacional de 320,3 h/km².
A Freguesia de Cortes foi extinta (agregada) pela reorganização administrativa de 2012/2013, tendo o seu território sido agregado ao da Freguesia de Mazedo para criar a União de Freguesias de Mazedo e Cortes.
Cortes era a antiga freguesia mais recente do município, pois foi fundada a 24 de Agosto de 1989. Confrontava com Monção a norte, com a freguesia de Troporiz a sul, com a freguesia de Mazedo a nascente e, com o rio Minho a poente.

## População
| 1991 | 2001  | 2011  |
| 992  | 1 080 | 1 518 |

Criada pela Lei nº 37/89, de 24 de Agosto, com lugares desanexados da freguesia de Mazedo
| Distribuição da População por Grupos Etários | Distribuição da População por Grupos Etários | Distribuição da População por Grupos Etários | Distribuição da População por Grupos Etários | Distribuição da População por Grupos Etários | Distribuição da População por Grupos Etários | Distribuição da População por Grupos Etários | Distribuição da População por Grupos Etários | Distribuição da População por Grupos Etários | Distribuição da População por Grupos Etários |
| -------------------------------------------- | -------------------------------------------- | -------------------------------------------- | -------------------------------------------- | -------------------------------------------- | -------------------------------------------- | -------------------------------------------- | -------------------------------------------- | -------------------------------------------- | -------------------------------------------- |
| Ano                                          | 0-14 Anos                                    | 15-24 Anos                                   | 25-64 Anos                                   | > 65 Anos                                    |                                              | 0-14 Anos                                    | 15-24 Anos                                   | 25-64 Anos                                   | > 65 Anos                                    |
| 2001                                         | 162                                          | 141                                          | 566                                          | 211                                          |                                              | 15,0%                                        | 13,1%                                        | 52,4%                                        | 19,5%                                        |
| 2011                                         | 231                                          | 150                                          | 878                                          | 259                                          |                                              | 15,2%                                        | 9,9%                                         | 57,8%                                        | 17,1%                                        |

.	